# Ehringshausen
Ehringshausen är en kommun och ort i Lahn-Dill-Kreis i Regierungsbezirk Gießen i förbundslandet Hessen i Tyskland. Kommunen bildades 1 januari 1977 genom en sammanslagning av de tidigare kommunerna Ehringshausen, Breitenbach, Daubhausen, Katzenfurt, Kölschhausen och Niederlemp i den nya kommunen Ehringshausen.